# Сыдыков, Бактыбек Усенович
Бактыбек Усенович Сыдыков (род. 18 июля 1970, село Исфана, Баткенская область) — депутат Жогорку Кенеша Кыргызской Республики VI и VII созывов от политической партии «Ата-Журт Кыргызстан» (с 2015 года). Член Комитета по транспорту, коммуникациям, архитектуре и строительству (с 2015 по 2022 годы), председатель Комитета по транспорту, коммуникациям, архитектуре и строительству (с 2022 года).

## Биография

### Детство
Родился 18 июля 1970 года в селе Исфана Лейлекского района Баткенской области Киргизской ССР. По национальности кыргыз.

### Образование
В 1993 году завершил обучение и получил диплом Московского государственного технического университета имени Н.Э. Баумана по специальности «инженер-механик». В 2010 году завершил обучение в Академии управления при президенте Кыргызской Республики, получив специальность «менеджмент государственного управления».

### Трудовая деятельность
Свою трудовую деятельность начал в 1994 году, став генеральным директором кыргызско-казахского СП «Трио-Б».
С 2000 по 2001 год работал в должности директора имущественного комплекса АК «Кыргыз-Дан-Азык». В 2001 году стал генеральным директором компании «Кыргыз-Дан», а в 2005 году назначен на должность советника министра финансов Кыргызской Республики.
С 2005 по 2007 годы работал в должности вице-президента ОАО «Международный аэропорт «Манас» по социально-экономическим вопросам. С 2007 по 2008 годы занимал должность председателя Ассоциации Аэропортов СНГ Межгосударственного авиационного комитета. В 2007 году избран на должность президента ОАО «Международный аэропорт «Манас».
С 2011 по 2015 годы работал председателем Совета директоров ЗАО «Группа компаний АККА».
В 2015 году был избран депутатом VI созыва Жогорку Кенеша Кыргызской Республики от политической партии «Ата-Журт Кыргызстан».Работал в Комитете по транспорту, коммуникациям, архитектуре и строительству.
В ноябре 2021 года избран депутатом VII созыва Жогорку Кенеша Кыргызской Республики от Ноокенского избирательного округа №16. С января 2022 года вновь вошёл в состав Комитета по транспорту, коммуникациям, архитектуре и строительству, стал председателем. Лидер фракции "Ата-Журт Кыргызстан" Жогорку Кенеша Кыргызской Республики.

### Семья
Женат, отец четверых детей.
Отец - Усен Сыдыков, которого в народе прозвали "серым кардиналом" за деятельность в период президентства Курманбека Бакиева.

## Награды
- Почетная грамота Кыргызской Республики за заслуги в развитии гражданской авиации;
- Почетная грамота Жогорку Кенеша Кыргызской Республики.
- Медаль «За укрепление парламентского сотрудничества в ОДКБ»  (2023 год)[6].